# Jerry Elizalde Navarro
Jeremias (Jerry) Elizalde Navarro (San Jose, 22 mei 1924 - 10 juni 1999) was een Filipijns beeldend kunstenaar. Hij werd in 1999 uitgeroepen tot nationaal kunstenaar van de Filipijnen.

## Biografie
Jerry werd geboren op 22 mei 1924 in San Jose in de provincie Antique. Hij begon in 1947 als Ramon Roces Publications Scholar aan een studie op de University of the Philippines. Het jaar erop maakte hij een overstap naar de University of Santo Tomas, waar hij schilderkunst studeerde. Tijdens zijn studietijd was hij kunstredacteur van het universiteitsblad The Varsitarian. In 1951 behaalde hij zijn bachelor of arts-diploma. 
Navarro was een veelzijdig kunstenaar. Hij maakte gebruik van veel verschillende technieken en was in zijn carrière niet alleen actief als schilder en beeldhouwer, maar was tevens tekenaar, ontwerper en drukwerkkunstenaar. Zo maakte hij onder ander meer maskers van tropisch hardhout, half mens en half dier, diverse veelal abstracte olieverfschilderijen en aquarelen en assemblages waarbij hij gevonden voorwerpen combineerde met metalen onderdelen. Ook maakte hij een serie van figuratieve kunstwerken geïnspireerd op de Balinese kunst en cultuur. 
Enkele van zijn belangrijke mixed media werken zijn 'I'm Sorry Jesus, I Can't Attend Christmas This Year' (1965), 'Homage to Dodjie Laurel' (1969; te zien in de collectie van de Ateneo Art Gallery collectie) en 'A Flying Contraption for Mr. Icarus' (1984; Lopez Museum). Een ander bekend werk van hem is het kleurrijke, uit vier delen bestaande 'The Seasons' (1992)
Navarro nam deel aan diverse internationale wedstrijden en tentoonstellingen. Zo maakte hij in 1964 deel uit van het team dat werkte aan het Filipijnse paviljoen op de New York World's Fair. Aansluitend werkte hij als artdirector voor Compton Advertising in New York. Ook was hij Filipijns representant op de 9e en 11e Biënnale van São Paulo in 1969 en 1971. In 1972 werd hij gekozen als Filipijnse representant in een andere Biënnale in Tsjecho-Slowakije. Hij ontwierp het Filipijnse paviljoen voor de 12e Tokyo International Trade Fair in 1977 en voor de eerste ASEAN Trade Fair in Manilla. 
Navarro bleef als kunstenaar actief tot hij in 1999 op 75-jarige leeftijd aan botkanker overleed.

## Privéleven
Hij was getrouwd met beeldhouwster Virginia Ty. Zij hadden drie kinderen: Pearl, Jade en Jeremias jr. Na haar dood hertrouwde hij met Emma Villanueva. Met haar kreeg hij nog twee zonen: Jeremy en Chad.
- RKD-Nederlands Instituut voor Kunstgeschiedenis: 233520